# Scyphocephalum chrysothrix
Scyphocephalum chrysothrix är en tvåhjärtbladig växtart som beskrevs av Otto Warburg. Scyphocephalum chrysothrix ingår i släktet Scyphocephalum och familjen Myristicaceae. Inga underarter finns listade i Catalogue of Life.